# Danilo Sedmak
Danilo Sedmak, psiholog, šolnik, publicist, * 3. maj 1937, Križ pri Trstu, † 15. marec 2022, Trst.

## Življenje in delo
Danilo Sedmak se je rodil v Križu pri Trstu, oče je bil Viktor, kmet, mati Marija (rojena Košuta), kmetica. Osnovno šolo je opravil v domači vasi, nižjo srednjo šolo in učiteljišče v Trstu, nato je maturiral leta 1967 na realni gimnaziji v Kopru. Študij je nadaljeval na Univerzi v Ljubljani in zaključil smer psihologije in pedagogike leta 1959, nato je moral nostrificirati diplomo na na Katoliški univerzi v Milanu med leti 1959–61. Iz psihologije se je specializiral na Univerzi v Turinu med leti 1964–67, iz psihoterapije v Ljubljani (1978–79) in iz psihoagopunkture v Turinu (1981–84). Stalno se je izobraževal in sledil raznim tečajem.
Po diplomi je Sedmak najprej služboval kot profesor literarnih predmetov na slovenski srednji šoli na Opčinah, nato v Nabrežini, kasneje je učil do leta 1968 na slovenski srednji šoli na Katinari. Med leti 1968 - 1979 je bil zaposlen v psihiatrični bolnišnici v Trstu, kjer je sodeloval z znanim psihiatrom Francom Basaglia in ustanovil je prvo zadrugo duševno bolnih delavcev, ki so jo kasneje poimenovali Cooperativa Lavoratori Uniti “Franco Basaglia” di Trieste (Zadruga združenih delavcev Franco Basaglia iz Trsta), Danilo Sedmak je bil njen prvi predsednik. Kasneje je služboval v središčih za duševno zdravljenje. Od leta 1982 je bil tudi koordinator in primarij psiholog za slovensko psihološko službo v okviru Krajevne zdravstvene enote v Trstu za slovensko mladino, ki jo je pomagal ustanoviti.
Danilo Sedmak je objavil več strokovnih knjig in je tudi stalno sodeloval z raznimi slovenskimi mediji, saj je pisal za Mladiko, Jadranski koledar, Primorski dnevnik. Za Radio Trst A je pripravil mnogo strokovnih oddaj, opravljal je psihopedagoško službo v okviru slovenskih šol. Bil je redni sodelavec SLORI-ja (Slovenskega raziskovalnega inštituta iz Trsta), ki mu je tudi podelilo častno priznanje, za dolgoletno sodelovanje. Z Emidijem Susičem je za SLORI leta 1983 izdal knjigo Tiha asimilacija: psihološki vidiki nacionalnega odtujevanja, v kateri sta obravnavala asimilacijske dinamike med Slovenci v Italiji. Leta 2012 je z ženo (s katero sta si ustvarila družino pri Sv. Ivanu v Trstu) Floriano Stefani izdal knjigo Jadranska oaza, v kateri skušata ovrednotiti čudoviti obmorski pas od Barkovelj do Štivana oziroma do izliva Timave, kjer so od vedno živeli Slovenci.
Danilo Sedmak je bil član je italijanskega Združenja psihologov, Mednarodnega združenja psihologov, slovenskega Združenja psihologov in slovenskega Združenja psihoterapevtov. Redno je sodeloval z več društvi in organizacijami Slovencev v Italiji, predvsem na področju sociale, kot na primer s Slovensko Vincencijevo konferenco.